# Arzneiverordnungs-Report

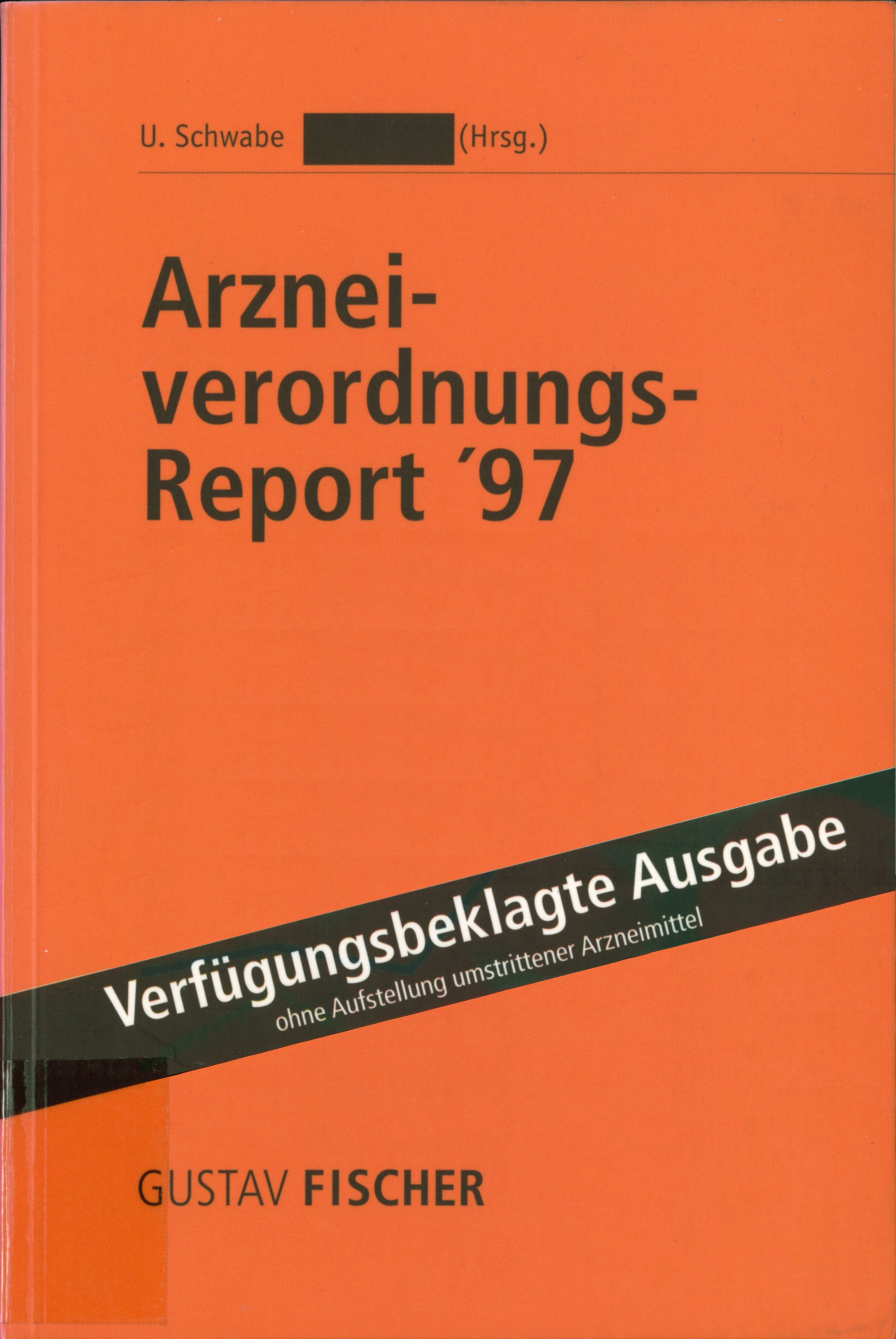
Titelseite der Ausgabe 1997

Der Arzneiverordnungs-Report – nicht zu verwechseln mit dem Arzneimittelreport der Barmer Ersatzkasse – ist ein seit 1985, anfangs von den Autoren Dieter Paffrath und Ulrich Schwabe, herausgegebenes Dokument zur Erfassung der jährlichen Arzneimittelkosten der gesetzlichen Krankenversicherungen in Deutschland.
Die aufgeführten Analysen der oft mehr als 25 beteiligten Autoren basieren für gewöhnlich auf Arzneiverordnungen mehrerer Tausend verschiedener Arzneimittel, die in pharmakologische Kapitel und Wirkstoffgruppen kategorisiert werden. Darüber hinaus werden neu eingeführte Medikamente beschrieben, deren therapeutischer Nutzen bewertet und konkrete Verordnungsempfehlungen für Ärzte gegeben. Das primäre Ziel des Arzneiverordnungs-Reports liegt in der Verbesserung der Markt- und Kostentransparenz im Arzneimittelbereich.
Der Arzneiverordnungs-Report ist gegliedert in:
- Allgemeine Verordnungs- und Marktentwicklung
- Neue Arzneimittel
- Sonderkapitel zu Analogarzneimitteln/Biosimilars
- Indikationsgruppenbezogene Besprechungen
- Arztgruppenanalysen
- Alters- und Geschlechtsgruppenanalysen
- Methodisch-statistischer Anhang

Spezielle Auswertungen der gesammelten Daten erfolgen unter Anwendung des ATC-Codes.
1997 gingen 19 Pharmakonzerne juristisch gegen den Arzneiverordnungs-Report vor, so dass dieser mit geschwärzten Passagen erscheinen musste. Einzelne Arzneimittelgruppen waren darin wegen nicht überzeugender Wirksamkeitsnachweise kritisch beurteilt worden.

## Aktuelle Ausgabe
- W.-D. Ludwig, B. Mühlbauer, R. Seifert (Hrsg.): Arzneiverordnungs-Report 2022: Aktuelle Daten, Kosten, Trends und Kommentare; 811 S.; ISBN 978-3-662-66302-8; Springer-Verlag, 2023.[5]

## Arzneimittelreport der Barmer
Abzugrenzen ist der Arzneiverordnungs-Report vom Arzneimittelreport der Barmer Ersatzkasse, die ebenfalls umfassende versichertenbezogene Auswertungen von Daten zur Arzneimittelversorgung erhebt und veröffentlicht.